# Thomas Anstis
Thomas Anstis (fallecido en abril de 1723) fue un pirata de principios del siglo XVIII, que sirvió bajo el mando del Capitán Howell Davis y el Capitán Bartholomew Roberts, antes de establecerse por cuenta propia, asaltando barcos en la costa este de las colonias americanas y en el Caribe durante lo que se refiere a menudo como la "edad de oro de la piratería ".

## Carrera temprana
Anstis se registra por primera vez como miembro de la balandra Buck, que zarpó de Nueva Providencia en las islas Bahamas en 1718 (el barco llegó allí con el gobernador Woodes Rogers). Durante el transcurso del viaje, Anstis conspiró con otros seis miembros de la tripulación (incluidos Walter Kennedy y Howell Davis ) para intentar un motín a bordo del barco que, al hacerlo, declaró sus intenciones de navegar hacia el sur como piratas. Howell Davis fue elegido capitán. Después de la muerte de Davis, Bartholomew Roberts lo reemplazó como capitán y, finalmente, capturo varios barcos y logró ampliar su flota. Anstis comandaba uno de estos, el bergantín Good Fortune .

## Roberts, Fenn y el almirante Flowers
Durante la noche del 18 de abril de 1721, los barcos de Roberts se dirigieron a África, pero Anstis y su tripulación en el Good Fortune se escabulleron en la noche y continuaron operando en el Caribe. Entre La Española y Jamaica, el Good Fortune logró saquear dos barcos. A bordo de uno, el Irwin, la tripulación de Anstis cometió una violación en grupo y asesinó a una pasajera. Después se detuvieron para carenar su barco.
Continuando hacia las Bermudas, Anstis vio un barco del tesoro que salía de Guinea y se dirigía hacia las Carolinas, Morning Star . Después de su captura, el barco fue equipado con 32 cañones y puesto al mando del artillero de barcos John Fenn, Anstis optó por retener el mando del Good Fortune más pequeño debido a su manejo superior. Los dos barcos continuaron navegando a lo largo de la costa sureste de las colonias hasta que comenzaron las peleas entre muchos de los tripulantes obligados, y decidieron solicitar el perdón a Jorge I de Gran Bretaña, alegando que Anstis los había obligado a cometer piratería.
Navegando a una isla frente a Cabo San Antonio en Cuba, la tripulación esperó una respuesta del gobierno británico durante nueve meses hasta agosto de 1722, cuando recibieron noticias de su barco de mensajería de que sus súplicas habían sido ignoradas y el rey había enviado al almirante Sir John Florwers para erradicar a los piratas. En su curso hacia el sur se encontraron con la isla de Gran Caimán, donde el Morning Star encalló y, mientras los supervivientes eran rescatados por el Good Fortune, los piratas fueron avistados y perseguidos por el HMS Hector y el HMS Adventure. Anstis se vio obligado a cortar el cable del ancla y correr, y finalmente logró escapar con los remos cuando el viento fresco amainó. Anstis perdió más de cuarenta de sus hombres en Gran Caimán, la mayoría de ellos capturados por un grupo de desembarco de los dos buques de la Royal Navy, bajo el mando de Flowers.
Anstis y Fenn (que habían sido rescatados de Gran Caimán antes de la interferencia de la Royal Navy) navegaron ahora hacia la bahía de Honduras y viraron en una isla frente a la costa, capturando tres o cuatro presas en el camino y aumentando su tripulación mermada de sus cautivos. Anstis luego navegó hacia las islas Bahamas a principios de diciembre de 1722. En el camino, capturó una balandra llamada Antelope, que agregó a su escuadrón, y luego un barco de 24 cañones, que fue confiado a Fenn.
No todas las fuentes están de acuerdo en los detalles de los asociados de Anstis o los barcos de su grupo. Algunas fuentes dicen que Anstis se queda con Morning Star y pone a Brigstock Weaver al mando de Good Fortune . El barco de Weaver había sido capturado por Roberts y Montigny la Palisse, quienes obligaron a Weaver a firmar sus Artículos. Cuando Anstis dejó a Roberts, Weaver era primer oficial en el Good Fortune . Weaver finalmente regresó a Inglaterra, donde fue indultado después de su juicio.

## Muerte
Los piratas arribaron a Tobago en abril de 1723, con la intención de carenar sus nuevos barcos, y recién iniciada la tarea, fueron sorprendidos por el buque de guerra británico Almirante Sir John Flowers HMS Winchelsea . Antis y sus hombres se vieron obligados a quemar el barco y la balandra y huir al interior de la isla, pero los marines de Winchelsea los alcanzaron y los capturaron. Anstis escapó de nuevo en su veloz bergantín Good Fortune, pero su tripulación, desanimada por sus pérdidas, lo asesinó mientras dormía en su hamaca y tomó prisioneros a todos los que permanecieron leales. Los amotinados luego se rindieron a las autoridades holandesas en Curazao, donde recibieron amnistía y sus prisioneros fueron ahorcados.